# Къща на Воденичаров
Къща на Воденичаров се намира на ул. „Александровска“ 71 в Бургас.
Къщата е строена през 1893 г. по поръчка на първия дипломиран адвокат в Бургас Йови Воденичаров. Неин архитект е Рикардо Тоскани. Фасадата на къщата е с две триъгълни лоджи на втория етаж, а в приземния се помещават канторите му.